# Bruno Gesche

Bruno Gesche (5 de noviembre de 1905 – 1980) llegó a tener el rango de teniente coronel * en las SS de la Alemania Nazi. Era un miembro del séquito de Adolf Hitler y el cuarto comandante de la guardia personal de Hitler (originalmente conocida como la SS-Begleitkommando des Führers, más tarde conocida como Führerbegleitkommando) entre los periodos de junio de 1934 – abril de 1942 y diciembre de 1942 – diciembre de 1944.

## Carrera temprana
Las aspiraciones de Gesche de una carrera en el ejército alemán como oficial terminaron en la práctica por las limitaciones impuestas por el Tratado de Versailles en la el fuerza de defensa nacional post-Primera Guerra Mundial, el Reichswehr y su educación limitada.[2] Gesche se unió a lo que entonces era movimiento político marginal, el NSDAP (Partido Nazi), y su ala paramilitar, la Sturmabteilung (SA) en 1922. A pesar de que la asociación de Gesche con el movimiento Nazi le costó su trabajo en un banco en 1923.[2] Su estatus dentro del Partido Nazi como un Alte Kämpfer (Miembro Núm. 8592 de la NSDAP) resultó ser una ventaja enorme para él durante la mayor parte de las dos y media décadas subsiguientes.[3] En 1927 Gesche dejó la SA para unirse a lo que era entonces su grupo subordinado, la Schutzstaffel (SS Núm. de Miembro 1093).[2] La SS, tal como en sus encarnaciones más tempranas, la Stabswache y Stoßtrupp-Hitler, funcionaron como unidad de guardaespaldas de Adolf Hitler.[4][5]

## SS-Begleitkommando des Führers
El 29 de febrero de 1932, con el consejo del Reichsführer-SS Heinrich Himmler, Hitler escogió ocho de doce posibles hombres de la SS propuestos por Sepp Dietrich, para servir como sus guardaespaldas personales, el SS-Begleitkommando des Führers.[6] Uno de los elegidos era Bruno Gesche.[6] No mucho tiempo después de la creación de la unidad, Gesche logró desatar la ira de Himmler[2] Para la consternación de éste, el cariño de Hitler para con Gesche que venía de sus días como viejos camaradas de guardia definirían el destino de Gesche por prácticamente toda la duración de Alemania Nazi.[7]

### Conflictos con Himmler
El primer incidente entre Gesche y Himmler surgió a raíz de una crítica que el primero hizo contra el grupo de seguridad proporcionado por otra unidad SS durante un discurso de campaña del Hitler en Selb el 14 de octubre de 1932.[2] Himmler consideró esto como afrenta personal. Tanto Himmler como el Comandante de Grupo Sur de la SS exigieron que Gesche fuera ser degradado y sacado del SS-Begleitkommando, sin embargo, Hitler ordenó que Gesche recibiera sólo una reprimenda.[7][8]
Himmler tuvo éxito logrando que el superior inmediato de Gesche, el tercer comandante del SS-Begleitkommando, Kurt Gildisch fuera despedido en 1934.[2] Finalmente Gildisch fue despedido de la SS, así como del Partido Nazi en 1936, por casos de embriaguez repetidos. Gesche reemplazo a Gildisch como segundo al mando del SS-Begleitkommando en junio de 1934.[2] La unidad más tarde fue expandida y fue conocida como el Führerbegleitkommando (Comando de Escolta del Führer; FBK).[9]
En otra ocasión en 1935, Himmler como parte de sus intentos de consolidar su autoridad ordenó que los salarios del grupo de guardaespaldas personal de Hitler fuera suspendido. Gesche respondió por conseguir la ayuda del comandante del regimiento de guardaespaldas personal de Hitler, Leibstandarte SS Adolf Hitler, Sepp Dietrich, quién fue capaz de reversar la orden de Himmler.[10]
Aprovechando las frecuentes intoxicaciones de Gesche, Himmler aplicó un requisito de la SS que había sido establecido en 1937, que prohibía a los hombres de las SS consumir alcohol en exceso de ciertos límites definidos.[10] Después de obtener evidencia que Gesche vulneró el mandato, Himmler le hizo firmar una declaración el 26 de septiembre de 1938, prometiendo abstenerse de consumir alcohol por tres años o enfrentar la expulsión de la SS. Después unos meses Himmler levantó la prohibición.[10] La cercanía de Hitler por Gesche otra vez forzó la mano de Himmler.[11]

### Años de guerra
A inicios de 1942, después de otra sesión de mucho alcohol, Gesche sacó su pistola y amenazó a otro oficial SS.[10] Cuando Himmler fue informado de los acontecimientos, ni la relación cercana de Gesche con Hitler podría salvarlo de la ira del Reichsführer-SS.  Gesche fue removido de su puesto en el Führerbegleitkommando y otra vez requerido de abstenerse de beber por tres años.[10] Gesche fue transferido al Frente Oriental y el Waffen-SS, 5.º SS Panzer División Wiking.[12]  El sirvió con 1./SS-Panzer-Jäger-Abteilung 5. El 5.º SS, desde el momento en que Gesche llegó en el verano de 1942, se vio envuelto en amargas batallas con fuerzas soviéticas por el control del Cáucaso rico en petróleo. Antes del colapso del 6.º Ejército alemán en Stalingrado, y la retirada a través del Cáucaso de los pocos que no se habían rendido, Gesche había sido evacuado del frente después de ser herido en combate.[10] Hitler estaba muy complacido con el rendimiento de Gesche, y para diciembre de 1942,  volvió a dirigir el Führerbegleitkommando.[10] Hitler decretó que ningún hombre que hubiera servido en el cuartel general de Hitler fuera enviado al Frente Oriental, por miedo a que fuera capturado e interrogado por los soviéticos respecto a información sensible.[10][13]

En diciembre de 1944 finalizó el xx de Gesche como comandante de la Führerbegleitkommando. En una reprimenda de fuertes palabras, luego de un incidente donde un borracho Gesche disparó a un camarada, Himmler escribió en parte:
 — "... fui consciente en 1938, así como a través de informes en meses y años recientes que eres un borracho sin ningún auto control... Rebajo tu rango a un SS-Unterscharführer. Sólo como un acto de clemencia... Te permito seguir como miembro.  Te daré la oportunidad de servir en la Dirlewanger Brigada y quizás limpiar la vergüenza...probándote ante el enemigo. Espero que te abstengas del consumo de alcohol por el resto de tu vida... Si tu voluntad fue tan destruida por alcohol que no seas capaz de tomar tal decisión, espero que entregues tu dimisión..."[14]
Después de que Gesche fue rebajado nueve grados, de un SS-Obersturmbannführer a SS-Unterscharführer, Franz Schädle fue promovido a ser el siguiente comandante del FBK.[15][16] La asignación de Gesche a la notoria unidad penal SS, Dirlewanger, en aquella etapa de la guerra, era para todos los efectos prácticos una sentencia de muerte.[14] A pesar de que Hitler no intervino personalmente en ayuda de Gesche, otros aliados en la SS lo hicieron. SS-Gruppenführer Hermann Fegelein y el SS-Obergruppenführer Maximilian von Herff argumentaron exitosamente que la asignación a la Brigada Dirlewanger, la cual entonces operaba en el Frente Oriental, estaba en contravención a la orden de Hitler que prohibía tales despliegues.[14] A pesar de que salvaron a Gesche de una muerte segura con la unidad Dirlewanger, él nunca más volvió al Führerbegleitkommando. Fue asignado en cambio al 16.º SS Panzergrenadier División Reichsführer-SS, 5./SS-Panzer-Granadero-Regimiento 35, los que finalmente se rindieron a los americanos en Italia en 1945.[17] Según los registros mantenidos en el Deutsche Dienststelle (WASt), Bruno Gesche  última fecha del internamiento por los Aliados Occidentales fue el 22 de marzo de 1947.

## Promociones, degradaciones y condecoraciones
Promociones y degradaciones
- 20.7.31 – SS-Untersturmführer (subteniente)
- 9.11.33 – SS-Obersturmführer (teniente)
- 1.7.34 – SS-Hauptsturmführer (capitán)
- 20.4.35 – SS-Sturmbannführer (mayor)
- 9.11.44 – SS-Obersturmbannführer (teniente coronel )[13]
- 20.12.44 @– SS-Unterscharführer (sargento) (degradado por Himmler)[14]

Condecoraciones y medallas
- Medalla dorada del Partido
- Totenkopfring
- Medalla de herida en Negro[12]
- Cruz de Hierro de 2.ª clase [12]